# Jhon Jairo Velásquez

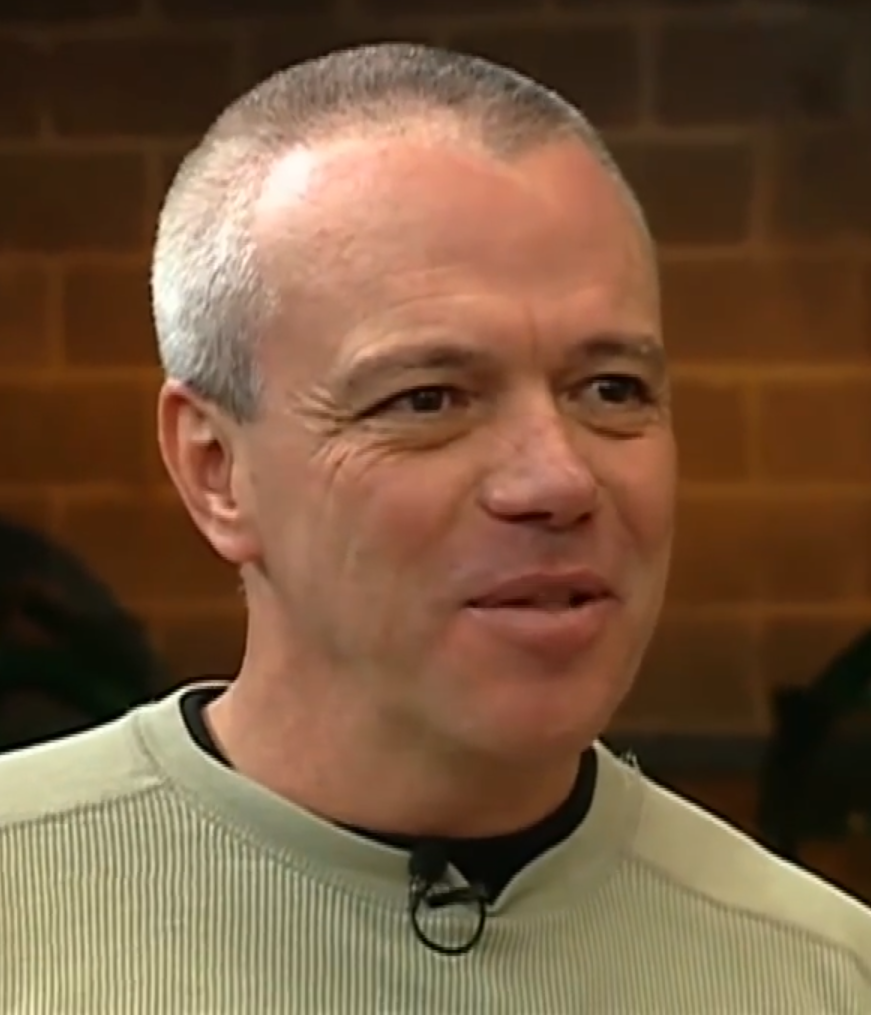
Jhon Jairo Velásquez (2014)

Jhon Jairo Velásquez Vásquez (* 15. April 1962 in Yarumal, Departamento de Antioquia; † 6. Februar 2020 in Bogotá) war ein kolumbianischer Auftragsmörder, der auch unter dem Namen Popeye bekannt war. Popeye war die rechte Hand des Drogenhändlers und Terroristen Pablo Escobar (1949–1993) und gestand seine Täterschaft bei 250 bis 300 Morden und die Anordnung von weiteren 3000 Tötungen des Medellín-Kartells. Er selbst sprach von 257 eigenen Morden.

## Leben

### Jugend
Jhon Jairo Velásquez besuchte in seiner Jugend die Abendschule und machte den Abschluss. In seiner Jugendzeit besuchte er Schönheitskurse und arbeitete bei verschiedenen Frisören in Medellín, nur um sich kurze Zeit später zurückzuziehen, weil er in diesen Berufen keine Befriedigung fand. Er wurde später in die Schule der Unteroffiziere der Streitkräfte Kolumbiens aufgenommen, wo er sich seinen unverwechselbaren Spitznamen Popeye erwarb, wegen seiner körperlichen Ähnlichkeit mit dem Charakter. Dieses Aussehen sollte später durch plastische Chirurgie verändert werden. Später trat er in die Kadettenschule der nationalen Polizei „General Santander“ ein und studierte ein Semester.

### Mordopfer
Er war verantwortlich für die Entführung von Andrés Pastrana am 16. Januar 1988, damals Kandidat für die Bürgermeisterwahl von Bogotá, mit der Druck auf die kolumbianischen Behörden ausgeübt werden sollte, um eine mögliche Auslieferung Pablo Escobars an die Vereinigten Staaten zu verhindern. Er wurde im August 1992 schuldig gesprochen, im Jahr 1989 den Mord an dem Kandidaten der kolumbianischen Präsidentschaftswahl Luis Carlos Galán verübt zu haben, weswegen er zu 30 Jahren Haft verurteilt wurde. Er selbst gab zu, Drahtzieher für die Ermordung von 3000 Menschen gewesen zu sein und persönlich 250 bis 300 Menschen, darunter auch seine eigene Freundin, getötet zu haben.

### Haft und Freilassung
Das Leben in Diensten des Medellín-Kartells gab Velásquez im Oktober 1992 auf und stellte sich der Polizei. Er saß für seine Taten seit 1993 im Hochsicherheitsgefängnis von Cómbita nordöstlich von Bogotá ein. Im August 2014, nach mehr als 21 Jahren Haft, wurde er auf Bewährung entlassen, weil er bei der Aufklärung der Taten des Medellín-Kartells kooperierte. Sein Leben wurde verfilmt. Kein anderer Zeitzeuge aus jener dunklen Zeit des südamerikanischen Landes kannte die Interna des internationalen Drogenschmuggels so genau wie er, der als Einziger aus dem direkten Umfeld Escobars den blutigen Drogenkrieg überlebte. Während seiner Haft bildete er sich weiter und erhielt u. a. 14 Diplome in verschiedenen Kursen.
Nach seiner Freilassung ließ sich Jhon Jairo Velásquez in Bogotá nieder, um sich vor seinen Feinden zu verstecken. Im Juni 2016 verkündete er, in die Politik gehen zu wollen, um Senator zu werden. Allerdings war er als verurteilter Straftäter gemäß der kolumbianischen Verfassung nicht wählbar. Am 25. Mai 2018 wurde Velásquez wegen Erpressung und Mitgliedschaft in einer kriminellen Vereinigung erneut festgenommen. Zuvor war er wegen Drohungen gegen den linksgerichteten Präsidentschaftskandidaten Gustavo Petro und dessen Anhänger überwacht worden. Velásquez selbst erklärte die Drohungen damit, dass sein Twitter-Account gehackt worden sei.
Zuletzt erklärte Velásquez über einen YouTube-Kanal die Zeit, in der er für Escobar als Berufskiller gearbeitet hatte. Er hatte dort mehr als eine Million Abonnenten.
Velásquez verstarb in einem Krankenhaus in Bogota an den Folgen eines Magenkarzinoms, das seit Dezember 2019 behandelt wurde.